# Вентания (Парана)
Вентания (порт. Ventania) — муниципалитет в Бразилии, входит в штат Парана. Составная часть мезорегиона Восточно-центральная часть штата Парана. Входит в экономико-статистический  микрорегион Телемаку-Борба. Население составляет 9267 человек на 2006 год. Занимает площадь 759,366 км². Плотность населения — 12,2 чел./км².

## История
Город основан в 1993 году.

## Статистика
- Валовой внутренний продукт на 2003 год составляет 92 717 848,00 реалов (данные: Бразильский институт географии и статистики).
- Валовой внутренний продукт на душу населения на 2003 год составляет 10 660,90 реалов (данные: Бразильский институт географии и статистики).
- Индекс развития человеческого потенциала на 2000 год составляет 0,665 (данные: Программа развития ООН).

## География
Климат местности: субтропический. В соответствии с классификацией Кёппена, климат относится к категории Cfa.